# Moviment del Renaixement Serbi
El Moviment del Renaixement Serbi (Српски покрет обнове, Srpski Pokret Obnoveés, SPO) és un partit polític serbi d'orientació centredreta. Fundat l'abril de 1990 després de la caiguda del comunisme a l'antiga Iugoslàvia, i liderat per l'escriptor serbi Vuk Drašković des de llavors. En les primeres eleccions pluripartidistes a Sèrbia, celebrades el 19 de desembre de 1990, va ser un dels pocs partits d'oposició que va entrar a l'Assemblea Popular de Sèrbia.

## Història
Durant els anys noranta l'SPO va ser la força locomotora de la lluita institucional i de carrer contra el règim de Slobodan Milošević. Un dels primers cops al govern van ser les manifestacions multitudinàries del 9 de març de 1991. Aquestes van ser suprimides amb duresa i brutalitat per part de la policia, fins i tot amb el desplegament de l'exèrcit en tancs als carrers de Belgrad.
El 17 de novembre de 1996, l'SPO va tenir part en la coalició Zajedno junt amb el Partit Democràtic (DS) liderada per Zoran Djindjic, Aliança Cívica de Sèrbia (GSS) i uns quants partits més. Aquesta coalició va guanyar les eleccions municipals a moltes ciutats entre les quals les més importants del país com Belgrad i Nis. Milošević va refusar en cas d'admetre la derrota la qual cosa va donar lloc a unes manifestacions pacífiques durant diversos mesos d'hivern. Després de la intervenció d'una comissió enviada per la Unió Europea, Milošević va fer adoptar una Lex specialis per reconèixer els resultats. Tanmateix, la coalició es va dissoldre després d'haver-hi disputes entre Draskovic i Djinjic poc després.
A causa d'això, l'SPO va cometre un error greu, exigint massa escons per presentar-se en la llista conjunta de l'Oposició Democràtica de Sèrbia (DOS) en les eleccions del 24 de setembre de 2000 que van resultar en la derrota de Milošević. Aquesta petició va ser rebutjada per part dels líders de DOS, Zoran Djindjic i Vojislav Kostunica. Durant quatre anys el SPO va estar entre els partits no parlamentaris, fins que en les eleccions del 28 de febrer de 2004 va tornar a guanyar escons. Actualment forma part del Govern de Sèrbia junt amb el Partit Democràtic de Sèrbia (DSS) i el G17+.

## Resultats electorals

### Eleccions legislatives
| Any  | Lider         | Vots      | %      | Pos. | Escons   | +/- | Coalició      | Govern            |
| ---- | ------------- | --------- | ------ | ---- | -------- | --- | ------------- | ----------------- |
| 1990 | Vuk Drašković | 794,786   | 16.49% | 2n   | 19 / 250 | Nou | –             | Oposició          |
| 1992 | Vuk Drašković | 797,831   | 17.98% | 3r   | 30 / 250 | 11  | DEPOS         | Oposició          |
| 1993 | Vuk Drašković | 715,564   | 17.34% | 2n   | 37 / 250 | 7   | DEPOS         | Oposició          |
| 1997 | Vuk Drašković | 793,988   | 19.99% | 3r   | 45 / 250 | 8   | –             | Oposició          |
| 2000 | Vuk Drašković | 141,401   | 3.86%  | 5è   | 0 / 250  | 45  | –             | Extraparlamentari |
| 2003 | Vuk Drašković | 293,082   | 7.76%  | = 5è | 13 / 250 | 13  | SPO–NS        | Govern            |
| 2007 | Vuk Drašković | 134,147   | 3.38%  | 6è   | 0 / 250  | 13  | SPO–LS–NS–ŽZK | Extraparlamentari |
| 2008 | Vuk Drašković | 1,590,200 | 39.25% | 1r   | 4 / 250  | 4   | ZES           | Govern            |
| 2012 | Vuk Drašković | 255,546   | 6.83%  | 5è   | 4 / 250  | =   | U-Turn        | Oposició          |
| 2014 | Vuk Drašković | 1,736,920 | 49.96% | 1r   | 5 / 250  | 1   | BKV           | Suport            |
| 2016 | Vuk Drašković | 1,823,147 | 49.71% | = 1r | 3 / 250  | 2   | SP            | Suport            |
| 2020 | Vuk Drašković | 1,953,998 | 63.02% | = 1r | 3 / 250  | =   | ZND           | Suport            |
| 2022 | Vuk Drašković | 1,635,101 | 44.27% | = 1r | 2 / 250  | 1   | AV–ZMS        | Suport            |
| 2023 |               | 1,783,701 | 48.07% | = 1r | 2 / 250  | =   | SNSDS         | Suport            |